# Urbano Rattazzi
Urbano Rattazzi (Alessandria, 20 de junio de 1808 - Frosinone, 5 de junio de 1873) fue un político y estadista italiano.

## Biografía
Nacido en Alessandria, Piamonte, Italia, en 1808. Fue hijo de Giuseppe Rattazzi y de Isabella Bocca. El 3 de febrero de 1863 contrajo matrimonio con Maria Wyse Bonaparte (1833-1902), con quien tuvo una hija, Isabella Roma, nacida el 21 de enero de 1871. Decidió estudiar leyes, inscribiéndose en la Facultad de Jurisprudencia de la Universidad de Turín, donde se graduó en 1829.
Fue elegido miembro de la cámara de diputados en Turín como representante de su pueblo nativo.

## Premios y reconocimientos
- Caballero de la Suprema Orden de la Santísima Anunciación, 1867.
- Caballero de la Orden de los Santos Mauricio y Lázaro, 1867.